# Vřesovice u Prostějova

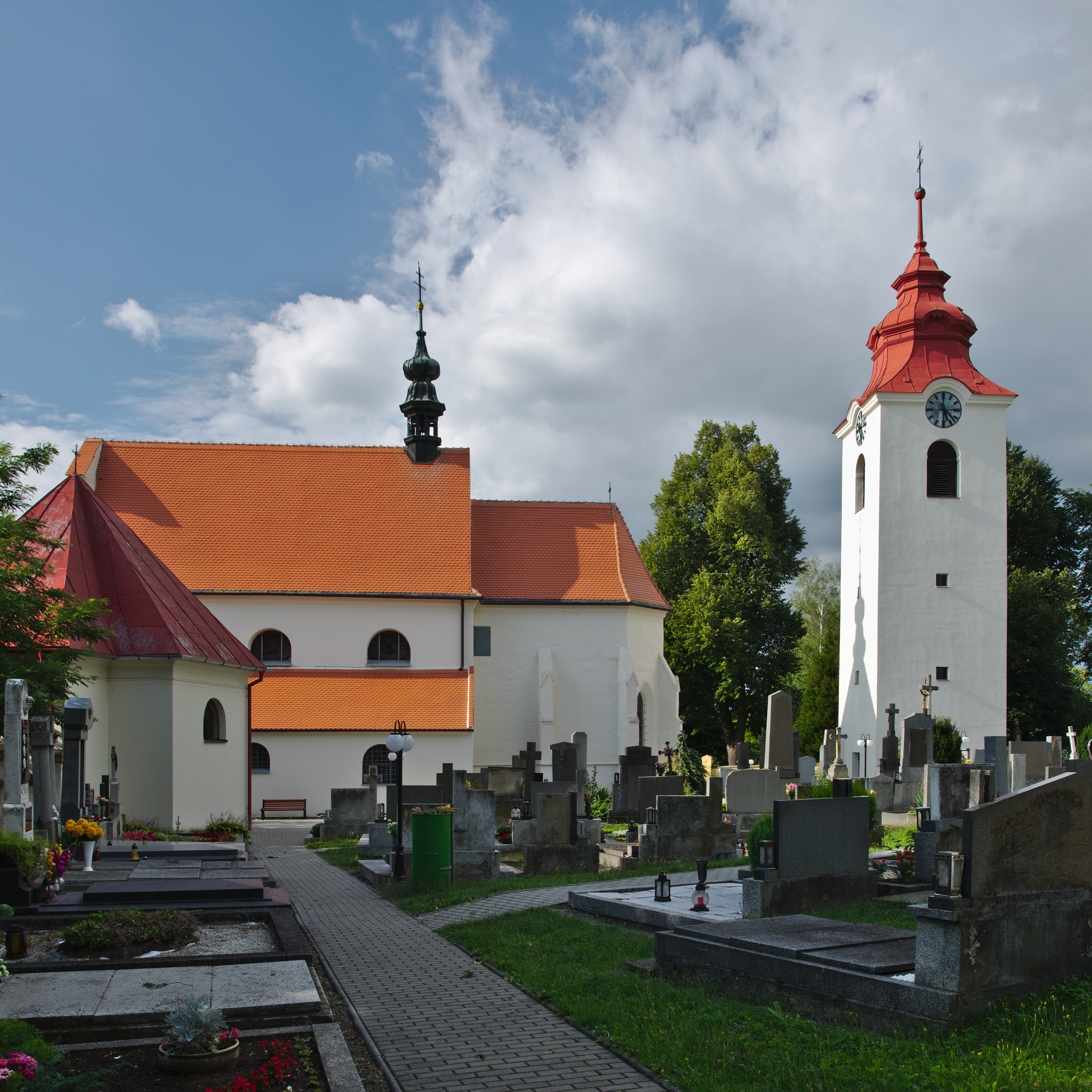
Kirche St. Peter und Paul

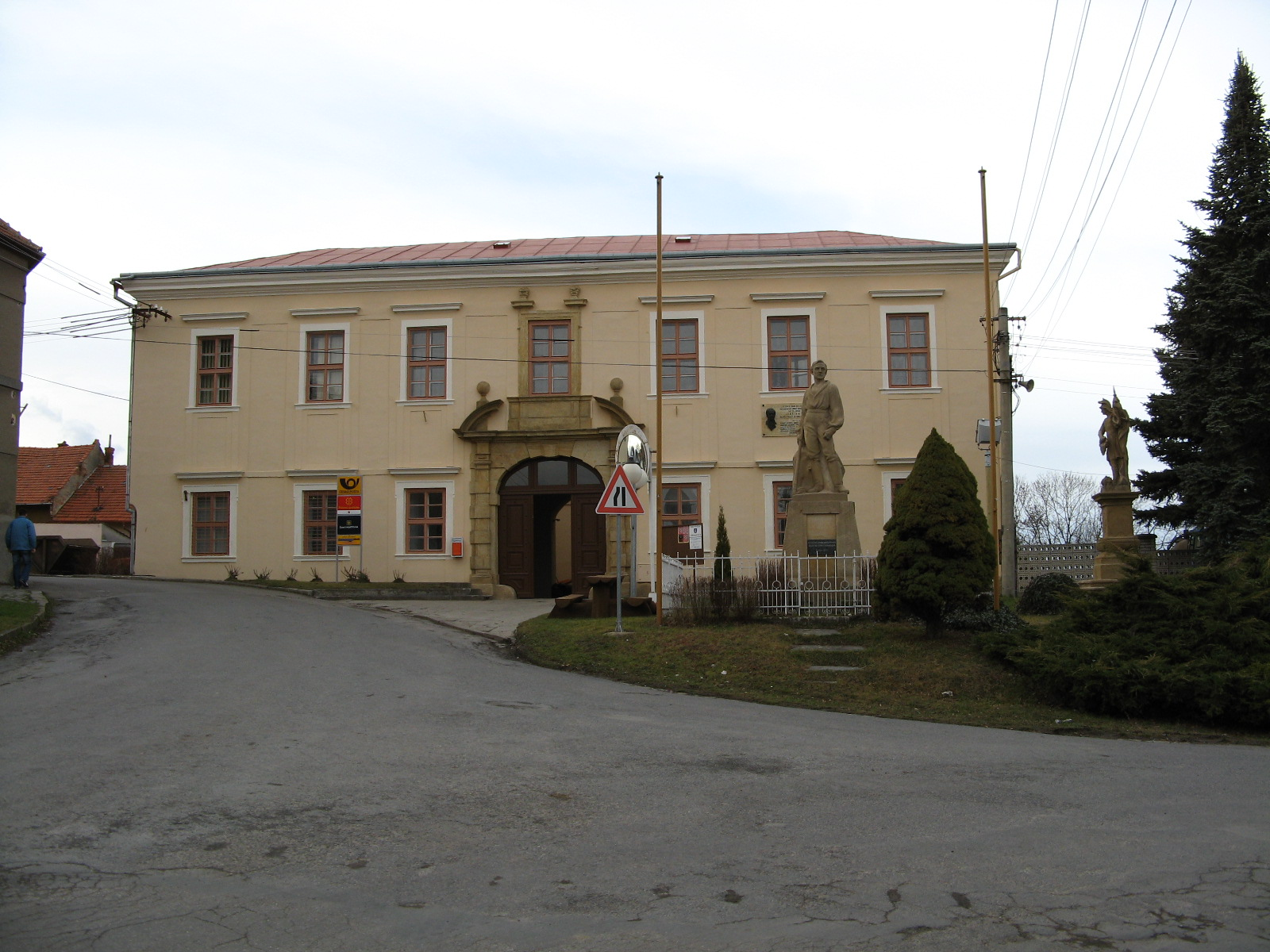
Schloss Vřesovice

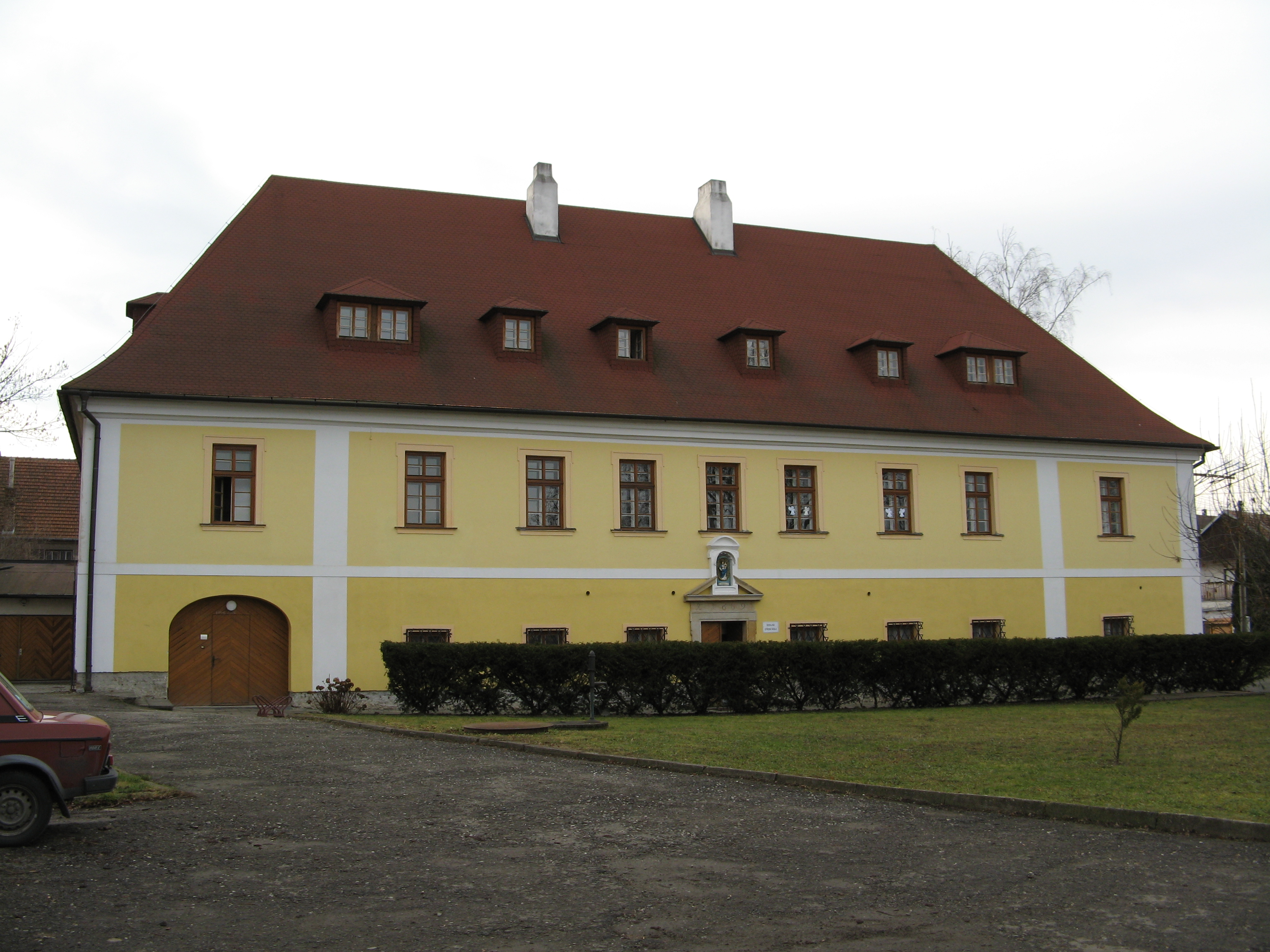
Pfarrhaus

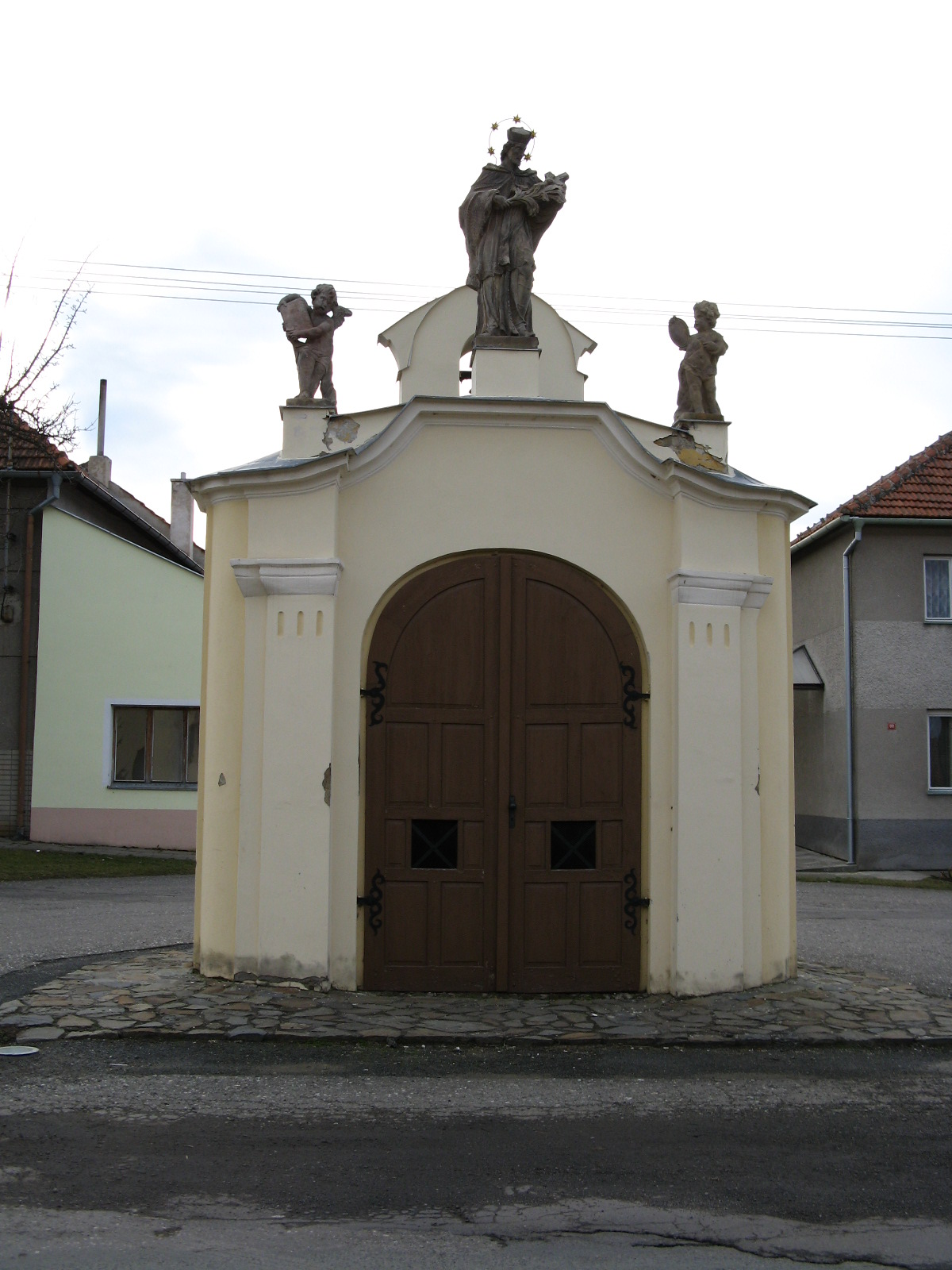
Kapelle des hl. Johannes von Nepomuk

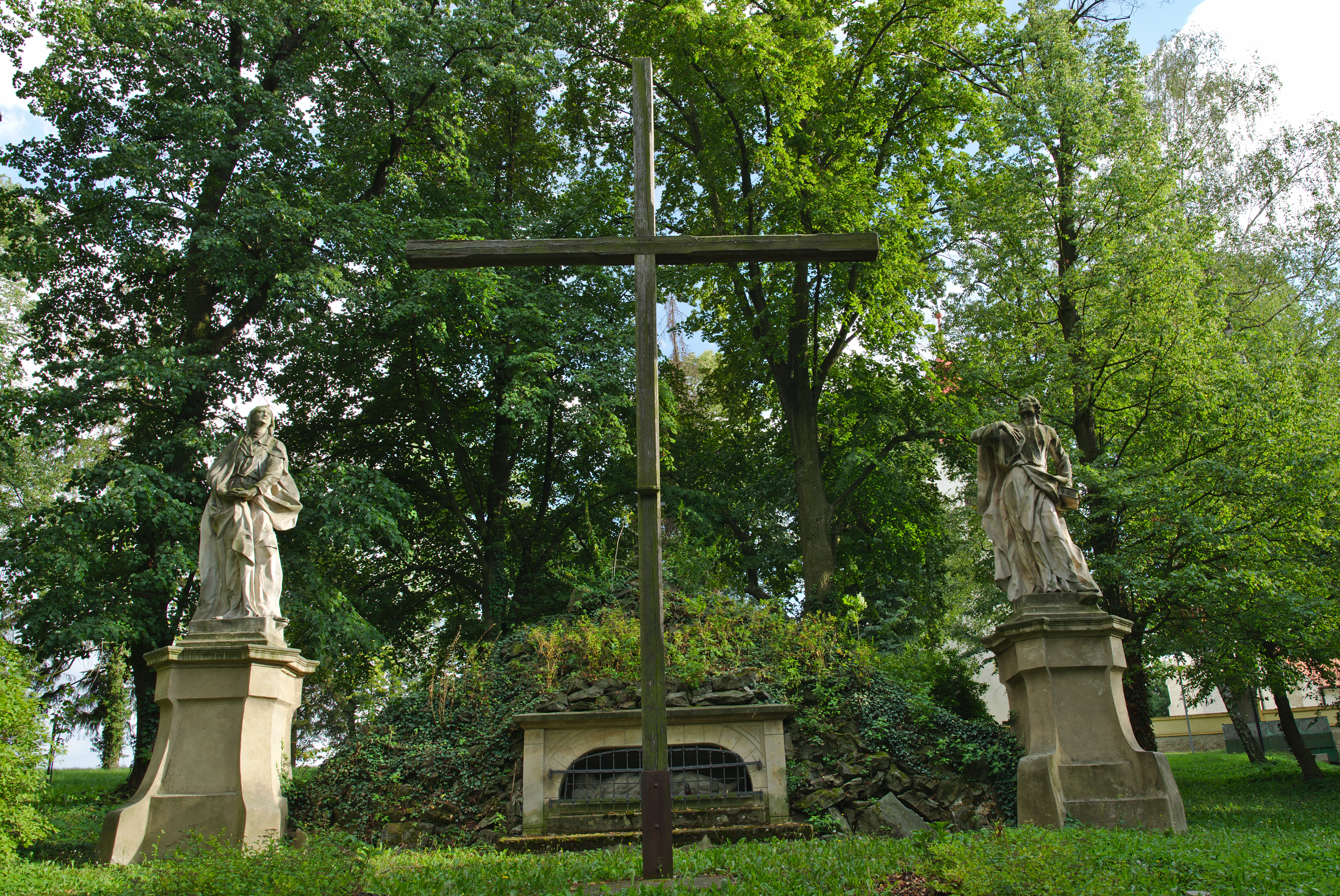
Heiliges Grab

Vřesovice (deutsch Wresowitz) ist eine Gemeinde in Tschechien. Sie liegt acht Kilometer südlich von Prostějov und gehört zum Okres Prostějov.

## Geographie
Vřesovice befindet sich am Oberlauf des Baches Vřesůvka in der Obermährischen Senke (Hornomoravský úval). Südwestlich erhebt sich die Předina (313 m. n.m.). Östlich des Dorfes verläuft die Staatsstraße II/433 zwischen Prostějov und Němčice nad Hanou.
Nachbarorte sind Žešov und Výšovice im Norden, Čehovice im Nordosten, Skalka und Klenovice na Hané im Osten, Pivín und Bajajka im Südosten, Doloplazy, Dobromilice und Hradčany im Süden, Kobeřice und Dobrochov im Südwesten, Kelčice im Westen sowie Dětkovice und Určice im Nordwesten.

## Geschichte
Die erste schriftliche Erwähnung von Wrzessowiczi erfolgte 1078 als Besitz der Benediktinerabtei Hradisko. Im Jahre 1126 wurde das Dorf als Wrzesovicze bezeichnet. Herzog Otto III. schenkte das Dorf Wrzezouici 1151 zusammen mit Ruska für das Seelenheil seiner verstorbenen Tochter Swatawa dem Prämonstratenserkloster Hradisko. Im Jahre 1160 bestätigte König Vladislav II. die Schenkung. Die älteste Nachricht über die Kirche stammt von 1453. Im Jahre 1523 erteilte das Kloster dem Dorf das Recht zur Führung eines Siegels. Zum Ende des 16. Jahrhunderts wurde der Ortsname in Břesovice geändert. Die Kirche brannte 1603 und 1673 nach Blitzeinschlägen aus. Zu Beginn des 18. Jahrhunderts ließ der Abt Norbert Želecký von Počenice am unteren Ende des Dorfes ein barockes Schloss errichten, das zum einen als Sitz der Gutverwaltung als auch als gelegentlicher Wohnsitz des Abtes konzipiert war. 
Das Dorf verblieb über sieben Jahrhunderte im Besitz des Stiftes Hradisch. Nach dessen 1784 erfolgter Aufhebung fielen die Güter dem Religionsfonds zu. Dieser ließ zwischen 1785 und 1786 sämtliche Meierhöfe aufteilen und emphyteutisch an die Untertanen verkaufen sowie im Zuge der Raabisation auf einem Teil der Fluren die Familiantenkolonien Watzlawitz und Strerowitz anlegen. Sämtliche Gebäude des Břesowitzer Hofs wurden veräußert und in 17 Wohnparzellen aufgeteilt. Ebenso war die Fronpflicht gegen einen jährlichen Zins abgelöst worden. Ab 1789 war Břesowitz Sitz einer vereinigten Herrschaft mit 18 Dörfern und zwei Kolonien der ehemaligen Klostergüter Břesowitz, Mořitz, Nezamislitz und Weischowitz. Am 8. August 1825 wurde die Herrschaft Břesowitz an Klemens Wenzel Lothar von Metternich verkauft, der sie mit der seinem Sohn Viktor von Metternich-Winneburg (1803–1829) gehörigen Allodialherrschaft Kojetein verband und die Verwaltung und Gerichtsbarkeit vertraglich auf diese übertrug.
Im Jahre 1835 umfasste die im Olmützer Kreis gelegene Allodialherrschaft Břesowitz eine hauptsächlich aus Ackerland bestehende Fläche von 4567 Joch 74 Quadratklafter, von denen die Herrschaft nur den Břesowitzer Schlossgarten und den im Drahaner Bergland hinter Kobylničky gelegenen Wald Prelátsko bewirtschaftete. Zur Herrschaft gehörten die Dörfer Břesowitz, Bedihoscht, Hradschan, Obietkowitz, Piwin, Strerowitz und Watzlawitz, in denen insgesamt 2780 katholische und mährischsprachige Hannaken lebten. Haupterwerbsquelle bildete die Landwirtschaft. Das Dorf Břesowitz bzw. Březowice bestand aus 71 Häusern mit 453 Einwohnern. Unter herrschaftlichem Patronat standen die dem Kralitzer Dekanat zugeordnete Pfarrei, die Kirche St. Peter und Paul sowie eine Schule. Im Ort gab es zudem ein Schloss, das nur dem herrschaftlichen Jäger als Wohnsitz diente, sowie eine Kapelle des hl. Johannes von Nepomuk. Nördlich des Dorfes wurde eine zweigängige oberschlächtige Mühle betrieben. Břesowitz war Pfarr- und Schulort für Keltschitz, der Amtsort war Kojetein. Am 1. Dezember 1835 erbte Leontine Sándor de Szlavnicza, geborene Fürstin von Metternich, die Allodialherrschaft Kojetein mit dem Gut Witzomieritz. Bis zur Mitte des 19. Jahrhunderts blieb Břesowitz der gleichnamigen Allodialherrschaft untertänig.
Nach der Aufhebung der Patrimonialherrschaften bildete Březovice / Brzezowitz ab 1850 eine Gemeinde im Gerichtsbezirk Proßnitz. Ab 1869 gehörte Březovice zum Bezirk Proßnitz; zu dieser Zeit hatte das Dorf 468 Einwohner und bestand aus 94 Häusern. Der tschechische Ortsname wurde zum Ende des 19. Jahrhunderts in Břesovice geändert. 
Im Jahre 1900 lebten in Břesovice 549 Personen; 1910 waren es 570. Nach dem Ersten Weltkrieg zerfiel der Vielvölkerstaat Österreich-Ungarn, die Gemeinde wurde 1918 Teil der neu gebildeten Tschechoslowakischen Republik. Beim Zensus von 1921 lebten in den 127 Häusern von Břesovice 574 Personen, davon 571 Tschechen und ein Deutscher. Zum 1. April 1925 erfolgte die Änderung des Gemeindenamens in Vřesovice. 1930 bestand Vřesovice aus 140 Häusern und hatte 592 Einwohner. Von 1939 bis 1945 gehörte Vřesovice / Wresowitz zum Protektorat Böhmen und Mähren. Im Jahre 1950 hatte Vřesovice 538 Einwohner. Seit 2000 führt ein Wappen und Banner. Beim Zensus von 2001 lebten in den 169 Häusern der Gemeinde 407 Personen.

## Ortsgliederung
Für die Gemeinde Vřesovice sind keine Ortsteile ausgewiesen. Das Gemeindegebiet bildet den Katastralbezirk Vřesovice u Prostějova.

## Sehenswürdigkeiten
- Kirche der hll. Peter und Paul, auf einer Anhöhe südöstlich über dem Dorf. Der dreischiffige Bau entstand zum Ende des 17. Jahrhunderts; erhalten ist der gotische Chor mit Rippengewölbe. Der freistehende Glockenturm wurde in der Mitte des 18. Jahrhunderts erbaut. In den Jahren 2009–2010 erfolgte die Instandsetzung der Kirche. Umgeben ist die Kirche von einem Friedhof mit der 1717 geweihten Heilig-Kreuz-Kapelle. Das Friedhofstor ist ebenfalls als Kulturdenkmal geschützt.
- Heiliges Grab, im Park unterhalb der Kirche. Es wurde 1882 geschaffen, daneben befinden sich barocke Statuen der Jungfrau Maria und des Evangelisten Johannes aus der ersten Hälfte des 18. Jahrhunderts.
- Pfarrhaus, es wurde 1689 errichtet und 1704 erweitert. In dieser Zeit entstanden auch die Hofarkaden, möglicherweise nach Plänen von Domenico Martinelli. Früher führte eine gedeckte Treppe mit 52 Stufen zur Kirche. Seit der Sanierung in den 1990er Jahren dient es als Ausbildungsstätte der Salesianer Don Boscos.
- Schloss Vřesovice, am nordwestlichen Ortsausgang. Es wurde in den Jahren 1702–1704 für den Abt Norbert Želecký von Počenice errichtet. Die Pläne dazu stammen entweder von Martinelli oder von Giovanni Pietro Tencalla. Die Innenausgestaltung erfolgte mit Stuckarbeiten von Baldassare Fontana, die nur noch in einem Raum und der ehemaligen Kapelle erhalten sind. Im Jahre 1873 verkaufte die Familie Metternich das Schloss an Bruno Vojáček aus Prostějov. 1885 brannte das Schloss aus und wurde nicht mehr im ursprünglichen Zustand wiederhergestellt. 1927 erwarb Vincenc Jančík das Schloss; er betrieb im Erdgeschoss einer Wagnerwerkstatt, die bis zum Ende der 1960er Jahre bestand. Danach beschlagnahmte das örtliche Nationalkomitee das Gebäude ohne rechtliche Grundlage und begann mit Reparaturarbeiten für den Bedarf der Gemeinde. Seit dem Kauf von den Erben Jančíks im Jahre 1994 ist die Gemeinde Eigentümer des Schlosses. Untergebracht sind das Gemeindeamt, die Bücherei, der Kindergarten, die Post, eine Arztpraxis, Proberäume der Musikkapelle „Vřesovanka“ sowie Räume für Feierlichkeiten.
- Kapelle des hl. Johannes von Nepomuk, auf dem Dorfplatz, sie wurde in der ersten Hälfte des 18. Jahrhunderts durch einen herrschaftlichen Beamten erbaut.
- Statue des hl. Florian, am Schloss, geschaffen 1755
- Denkmal für die Gefallenen des Ersten Weltkrieges mit Statue eines Bauernrebellen, neben dem Schloss. Es wurde 1928 enthüllt und ist ein Werk des Olmützer Bildhauers Julius Pelikán.

## Söhne und Töchter der Gemeinde
- Vojtěch Měrka (1888–1974), Übersetzer und Musikpädagoge